# ハラルド・ズワルト
ハラルド・ズワルト（Harald Zwart、1965年7月1日 - ）は、ノルウェーの映画監督。
オランダで生まれ、ノルウェーのフレドリクスタで育った。

## フィルモグラフィ
- Gabriel's Surprise (1990) - 監督・脚本
- Parents (1992) - 監督・脚本
- Gull og grønne skoger (1993) - 監督
- Hytta (1996) - 監督
- ハミルトン Hamilton (1998) - 監督
- ジュエルに気をつけろ! One Night at McCool's  (2001) - 監督
- エージェント・コーディ Agent Cody Banks (2003) - 監督
- エージェント・コーディ ミッション in LONDON Agent Cody Banks 2: Destination London (2004) - 原作
- Lange flate ballær (2006) - 監督・製作・出演
- Lange flate ballær II (2008) - 監督・製作・出演
- 処刑山 -デッド・スノウ- Død snø (2009) - 製作総指揮
- ピンクパンサー2 The Pink Panther 2 (2009) - 監督
- Women in White (2009) - 製作総指揮
- ベスト・キッド The Karate Kid (2010) - 監督
- Tomme tønner (2010) - 製作総指揮
- コン・ティキ Kon-Tiki (2012) - 製作総指揮
- シャドウハンター The Mortal Instruments: City of Bones (2013) - 監督